# Leste Rondoniense
Leste Rondoniense è una delle due mesoregioni dello Stato della Rondônia in Brasile.

## Microregioni
È suddivisa in 6 microregioni:
- Alvorada d'Oeste
- Ariquemes
- Cacoal
- Colorado do Oeste
- Ji-Paraná
- Vilhena